# Анна Комнина
Анна Комнина (греч. Άννα Κομνηνή; 1 декабря 1083 — 1153) — византийская принцесса, старшая дочь императора Алексея I Комнина и Ирины Дукини. Одна из первых женщин-историков.

## Биография
В младенчестве Анна была обручена с Константином Дукой, сыном и соправителем императора Михаила VII Дуки и Марии Аланской, своим дальним родственником. Предполагалось, что после смерти Алексея Константин унаследует престол Византии, однако после того, как у императора родился сын Иоанн, необходимость в этом политическом союзе отпала, Константин был лишён всех привилегий, а Анна в возрасте 14 лет вышла замуж за кесаря Никифора Вриенния. По некоторым данным, после смерти отца принимала участие в заговоре с целью смещения своего брата Иоанна. В 1137 году после смерти мужа удалилась в монастырь, где занялась литературными трудами.
Автор «Алексиады» (1148) — исторического повествования об эпохе правления своего отца, Алексия Комнина. «Алексиада» является одним из наиболее известных источников по истории Византии времен Крестовых походов.

## Браки и дети
Уже в младенчестве Анна была помолвлена с Константином Дукой, но тот умер в 21-летнем возрасте. Позже Анна вышла замуж за Никифора Вриенния.
В браке с кесарем Никифором Вриеннием родила нескольких детей, в том числе:
- Алексей Вриенний Комнин (около 1102 — между 1161 и 1167)
- Иоанн Дука (около 1103 — не ранее 1173)
- Ирина II Дукена (около 1105 — ?)

## Алексиада
В своем историческом труде, который писался после 1137 и до 1148 года, Анна описывает жизнь отца. Её работа является продолжением труда её мужа Никифора (Исторические записки), они описывали время Романа IV. Никифор не закончил свою работу по причине смерти. Анна описала портреты основных участников Первого крестового похода, например, Боэмунда I Тарентского и графа Раймунда IV Тулузского.
Анна пишет, что сама была свидетельницей ряда событий и учитывала мнения пришедших с войны, которые сопровождали императора в его кампании. Она имела доступ к архивам и могла разговаривать со множеством очевидцев, например, генералом Татикием, её дядей Георгием Палеологом, её двоюродным братом Иоанном Комнином, дядей Иоанном Дукой и многими другими.
Для исторической науки эта работа является одним из основных источников по истории крестовых походов с точки зрения византийцев. Конечно, это не всегда объективно по отношению к участникам крестового похода. Иногда хронология в «Алексиаде» явно ошибочная, и географические указания являются расплывчатыми.
Как правило, значение источника работы, который также сложно и литературно разработан, очень высоко в современных исследованиях. Он представляет собой самый обширный и самый надежный источник для изучения византийской истории на рубеже XI и XII веков.
Историческая работа Анны Комнины в значительной степени основана на классических моделях, особенно Фукидида и Полибия. В её работе можно найти цитаты из Гомера, Геродота, Софокла, Платона, Аристотеля. Текст пронизан многочисленными прямыми субъективными комментариями, что сближает его с «Хронографией» Михаила Пселла.

## В искусстве
- Вальтер Скотт, «Граф Роберт Парижский». В произведении был также спародирован художественный стиль «Алексиады» (Глава IV, фрагмент Отступление из Лаодикеи).
- Николай Гумилёв, стихотворение «Анна Комнина»:

Тревожный обломок старинных потемок,

Дитя позабытых народом царей,

С мерцанием взора на зыби Босфора

Следит беззаботный полет кораблей.

Прекрасны и грубы влекущие губы

И странно-красивый изогнутый нос,

Но взоры унылы, как холод могилы,

И страшен разбросанный сумрак волос…

- В фильме «Рыцарский роман» (2000) роль Анны исполнила Ирина Безрукова.
- Анна Комнина является главной героиней одноимённой манги авторства Футабы Сато.[1]